# Consejo Croata de Defensa
El Consejo Croata de Defensa (Hrvatsko Vijeće Obrane) (HVO) fue la principal formación militar de la República Croata de Herzeg-Bosnia durante la Guerra de Bosnia y la primera fuerza militar organizada con el objetivo de controlar las zonas pobladas por croatas durante este conflicto. No debe confundirse con las Fuerzas Croatas de Defensa (HOS), que fue otra unidad militar croata de Bosnia-Herzegovina.

## Historia
Tras la declaración de independencia de Bosnia-Herzegovina el 5 de marzo de 1992, las distintas etnias que componían la ya desaparecida República Socialista de Bosnia-Herzegovina se organizaron como la República de Bosnia y Herzegovina (bosníacos), la República Srpska (serbios) y la Comunidad Croata de Herzeg-Bosnia (croatas).
El Ejército Popular Yugoslavo (JNA) intervino para evitar la segregación de la nueva República, y cada una de las etnias que la componían se organizó militarmente para defenderse.
La guerra a gran escala comenzó en Bosnia-Herzegovina el 1 de abril de 1992, tras la ofensiva serbobosnia en Bijeljina, Sarajevo, Čitluk, Kupres y otras ciudades. El HVO fue establecido el 8 de abril en Grude por Mate Boban y otros dirigentes políticos bosnio-croatas, principalmente miembros de la Unión Democrática Croata (Hrvatska Demokratska Zajednica, HDZ).

## Tratado de Washington

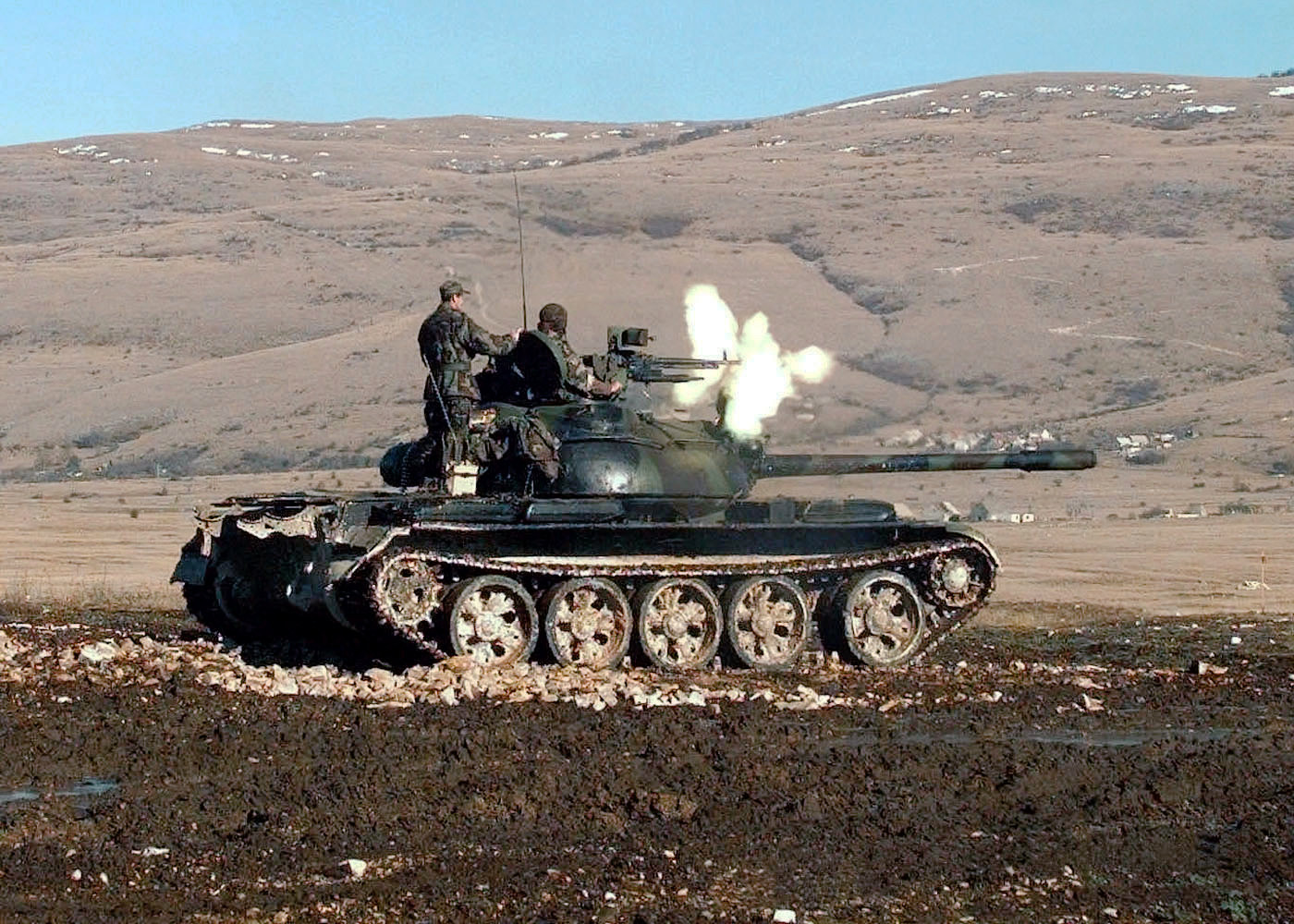
Tanque T-55 del HVO en una operación cerca de Glamoč.

Tras haber mantenido un sangriento conflicto armado, el Ejército de la República Bosnia-Herzegovina (ARBiH) y el HVO se convirtieron en aliados en 1994. Este tratado se fortaleció con el Acuerdo de Split entre el líder bosnio Alija Izetbegović (presidente de la República de Bosnia y Herzegovina) y el presidente croata Franjo Tuđman. Ese acuerdo permitió al Ejército de Croacia entrar en Bosnia para luchar contra el Ejército de la República Srpska (VRS) junto a las fuerzas bosnias y bosniocroatas, lo que dio un mayor equilibrio a la contienda, hasta entonces dominada por el bien equipado Ejército de la República Srpska, que había recibido un gran arsenal del Ejército Popular Yugoslavo, lo que le permitió hacerse con la mayoría del territorio bosnio en un corto período. Esta alianza fue parte esencial y preludio de la Operación Tormenta, la ofensiva croata que llevó a la desaparición de la autoproclamada República Serbia de Krajina a costa de cientos de muertos y unos 200.000 desplazados serbios. La desaparición de la entidad independiente serbocroata rompió el asedio de Bihać, donde el V Cuerpo del Ejército de la República de Bosnia y Herzegovina se encontraba sitiado por el VRS. El fin de la guerra llegó cuando la ofensiva de la fuerza combinada bosniocroata llegó a las puertas de la capital serbobosnia, Banja Luka, y fuerzas de la OTAN llevaron a cabo ataques aéreos selectivos de las posiciones serbias, lo que condujo a los Acuerdos de Dayton.

### Acuerdos de paz de Dayton

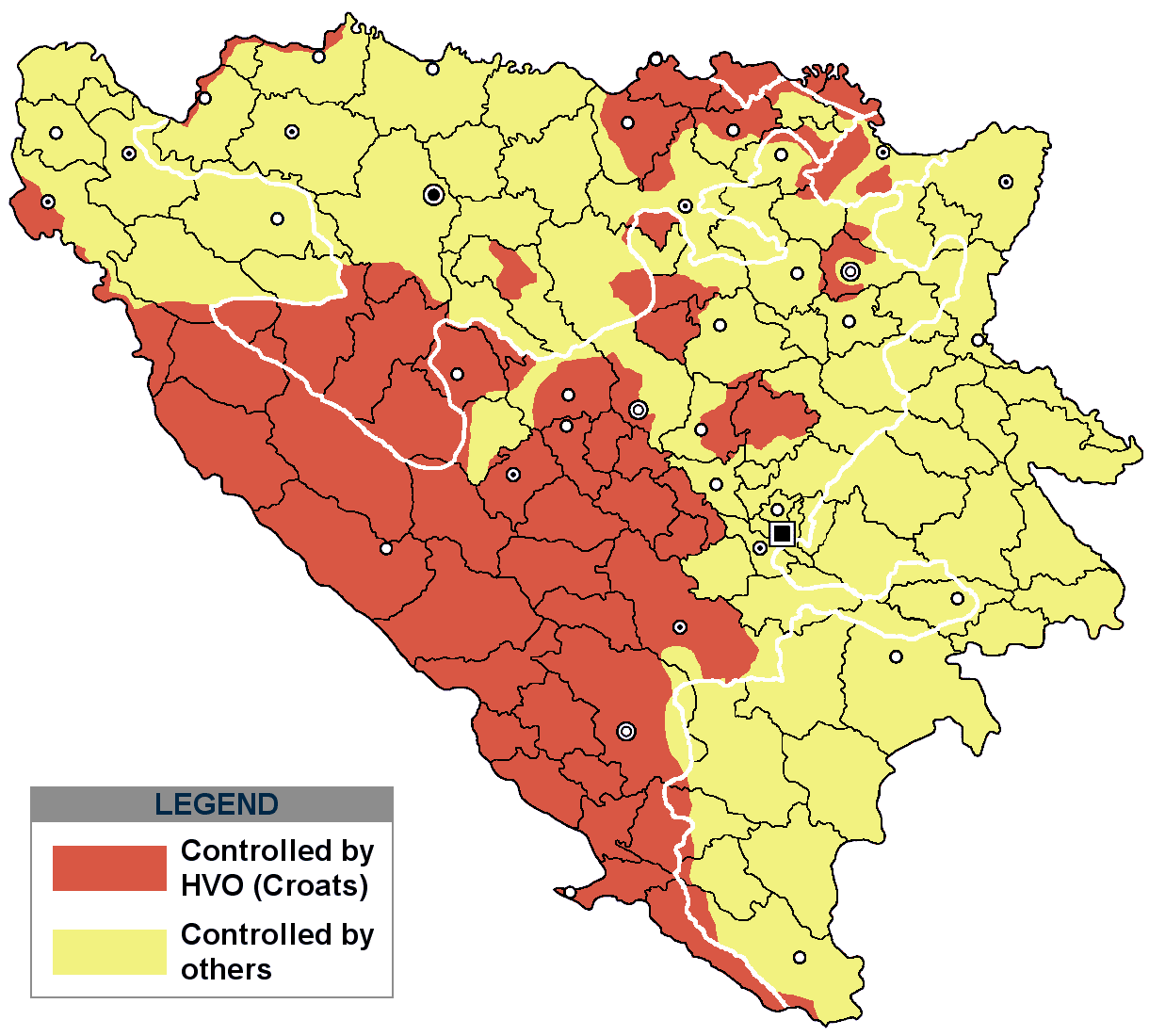
Máxima zona controlada por el HVO durante la Guerra de Bosnia (rojo).

Los acuerdos de paz fueron negociados desde el 21 de noviembre de 1995 en la base aérea norteamericana Wright-Patterson de Dayton, Ohio, posteriormente conocidos como Acuerdos de Dayton. Tras estas negociaciones, la República de Bosnia y Herzegovina fue establecida como un Estado federal compuesto de dos entidades: la República Srpska y la Federación de Bosnia y Herzegovina. El Ejército bosnio y el HVO se convirtieron en dos componentes del recién creado Ejército de la Federación de Bosnia y Herzegovina. A partir de 2005 se integró también el Ejército de la República Srpska para formar las Fuerzas Armadas de Bosnia y Herzegovina.

## Organización
El HVO estaba dividido en cuatro zonas operacionales: sureste y noroeste (Herzegovina), Bosnia Central y Posavina. Si bien las tres primeras zonas estaban más o menos agrupadas, Posavina estaba completamente aislada en el norte de Bosnia, en la ribera derecha del Sava, junto a Orašje, y dependía totalmente del apoyo de Croacia.

## Acusaciones de crímenes de guerra
En el transcurso de la guerra, el HVO estuvo involucrado en varias acciones constitutivas de graves delitos contra la población civil, siendo la más grave la limpieza étnica en el Valle del Lašva, que culminó con la masacre de Ahmići, donde fue exterminada parte de la población bosnia de la aldea de Ahmići, en el centro del país. 
Algunos de los principales dirigentes militares y políticos del HVO fueron acusados de crímenes de guerra en abril de 2004 y llevados a juicio durante el verano de 2006: Jadranko Prlić, Bruno Stojić, Slobodan Praljak, Milivoj Petkovic, Valentin Ćorić y Berislav Pušić fueron juzgados y condenados por el Tribunal Penal Internacional para la ex Yugoslavia, acusados de cargos que incluyen crímenes de lesa humanidad, violaciones graves de los Convenios de Ginebra y violaciones de las leyes o usos de guerra.
Otros miembros del HVO también fueron juzgados con anterioridad por crímenes de guerra: Tihomir Blaškić (condenado, y desestimado el recurso de apelación), Mladen Naletilić (condenado), Vinko Martinović (condenado), Vlatko Kuprešić (absuelto), Zoran Kuprešić (absuelto), Mirjan Kuprešić (absuelto), Drago Josipović (condenado), Dragan Papić (absuelto), Vladimir Santić (condenado), Zlatko Aleskovski (condenado), Miroslav Bralo Cicko (condenado), Anto Furundžija (condenado), Dario Kordić (condenado), Mario Čerkez (condenado) y Zoran Marinić (acusación retirada).